# Farnace
Farnace – opera trzyaktowa z librettem Antonia Marii Lucchiniego skomponowana przez Antonia Vivaldiego dla Teatro Sant'Angelo w Wenecji na sezon operowy roku 1727. Do tego samego libretta muzykę stworzyło wielu innych kompozytorów, wcześniej Leonardo Vinci oraz później  m.in. Francesco Corselli i Josef Mysliveček; z innym librettem pod tym samym tytułem Antonio Caldara.
Farnace jest jedną z najlepiej dziś znanych oper Vivaldiego. Zawiera wiele znakomitych arii, jak: Gelido in ogni vena (zamarzam w mych żyłach) i chórów zapowiadających nadejście ery Verdiego i Donizettiego: Dell'eusino...